# Grégory Dufrennes
Grégory Dufrennes (Parigi, 15 marzo 1983) è un ex calciatore francese, di ruolo attaccante.